# حركة العين الرمشية

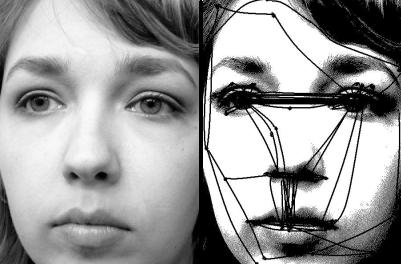
شكل 1:تتبع الحركة السكادية للعين البشرية الطبيعية حين تحدق بصورة وجهة

حركة العين الرمشية أو الحركة السكادية (سكادية اصلها كلمة فرنسية تعني الارتعاش) هي حركة سريعة متزامنة لكلتا العينين أثناء التحديق لصورة أو جسم معين حتى وان كانت هذه الصورة ثابتة، حيث تقوم العينين بحركة مسحية مستمرة للجسم أو الصورة التي تحدق إليها، أثناءها يتنقل التركيز بين نقاط الصورة البارزة. 
يتم التحكم بهذه الحركة عبر الجهاز العصبي المركزي تحديدا في منطقة ما يسمى حقول العين الجبهية (FEF: frontal eye fields) في قشرة المخ، وايضا في مناطق تحت القشرة مثل منطقة منطقة الاكيمة العليا (superior colliculus).
أول ظهور لمصطلح الحركة السكادية كانت على يد طبيب العيون الفرنسي ايميل جافال الذي استخدم مرآه على جهة واحدة من الكتاب حتى يلاحظ حركة العين أثناء القراءة الصامتة حيث لاحظ سلسلة من حركات العين المتقطعة. .

## الأهمية
العين البشرية وكثير من  الحيوانات لا تثبت نظرها على الصورة أو الجسم الذي امامها بشكل دائم، بل بالعكس، تنتقل العين بنظرها من نقطة إلى أخرى لتقوم بعملية مسح للصورة ككل وبناء خريطة ثلاثية الابعاد للجسم،
عند عملية المسح، تركز العين النظر إلى نقطة بارزة في الجسم لأجزاء من الثانية ثم تنتقل باكبر سرعة ممكنة إلى نقطة بارزة أخرى وهكذا إلى أن تقوم بمسح الجسم الذي امامها.
هناك سببان للحركة الدائمة (الحركة السكادية) للعين أثناء النظر حتى إلى الاجسام الثابتة وهي:
1. النقرة المركزية: وهي منطقة صغيرة من الشبكية يكون فيها مركز البصر بسبب حساسيتها العالية وكثافة الخلايا الحسية البصرية فيها، حيث تعطي تفاصيل أكبر للجسم الذي تنظر اليه العين. المشكلة ان هذه المنطقة تشكل فقط 1-2 درجة من محيط النظر لذا فهي تعطي تفاصيل أكبر لجزء صغير من المنطر الذي امام العين لذا من الضرور عمل مسح شامل للجسم بحيث تمر كل أجزاء صورته المتكونة داخل العين على هذه المنطقة.
2. طريقة معالجة الدماغ للصورة: إذا ثبتت الصورة على الشبكية لمدة أكثرمن خمس ثواني فان الدماغ سيعمل على اخفاءها وهذه الميزة مفيدة لتفادي ظهور ظل الشعيرات الدموية التي تنتشر امام الشبكية. فهذا النوع من معالجة الصورة يُساعد على تفادي ظهور ظل الشعيرات الدموية التي تنتشر بكثرة أمام الشبكة، فهذه الشعيرات الدموية موقعها ثابت أمام الشبكة، ولا يمكن تحريكها، فلذا يقوم الدماغ بتجاهلها. وبنفس الطريقة يتجاهل الدماغ أي صورة ثابتة على الشبكية. ومن هذا المنطلق، وحتى لا نفقد الصورة الثابتة التي أمامنا، يقوم الدماغ بتحريك العين بشكل مستمر حتى يتغير موقع الصورة على الشبكية، فلا يتم تجاهلها.

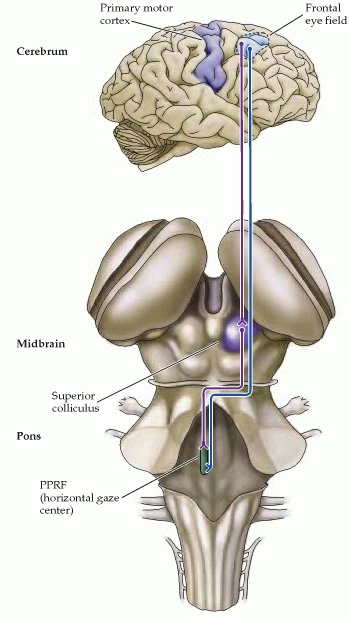
شكل 3: مناطق التحكم بالحركة السكادية في الدماغ